# کیت منسی
کیت منسی (انگلیسی: Kate Mansi زادۀ ۱۵ سپتامبر ۱۹۸۷) بازیگر اهل ایالات متحده آمریکا است. وی از سال ۲۰۰۸ میلادی تاکنون مشغول فعالیت بوده است.
او بیشتر به خاطر بازی در نقش ابیگیل دِوِرو در سریال روزهای زندگی ما پخش شده از شبکه ان‌بی‌سی شناخته می‌شود، که برای آن، در سال ۲۰۱۷، جایزه امی را برای بازیگر نقش مکمل زن در یک سریال درام دریافت کرد.
در ماه مه ۲۰۲۳، اعلام شد که او به جمع بازیگران سریال بیمارستان عمومی برای ایفای نقش کریستینا دیویس پیوسته است.

## فیلم‌شناسی
| سال                       | عنوان                     | نقش            | یادداشت‌ها                                        |
| ------------------------- | ------------------------- | -------------- | ------------------------------------------------ |
| ۲۰۰۸                      | چگونه با مادرتان آشنا شدم | آماندا         | قسمت: مبارزه                                     |
| ۲۰۱۱ - ۲۰۱۶ - ۲۰۱۸ - ۲۰۲۰ | روزهای زندگی ما           | ابیگیل دورو    | سریال‌های ثابت (۲۰۱۱–۲۰۱۶) نقش تکراری (۲۰۱۸–۲۰۲۰) |
| ۲۰۱۷                      | شات‌های کوچک               | ماریسا         | یک قسمت                                          |
| ۲۰۲۳                      | کازا گرانده               | هانتر کلارکمن  |                                                  |
| ۲۰۲۳–اکنون                | بیمارستان عمومی           | کریستینا دیویس |                                                  |

| سال  | عنوان            | نقش         | یادداشت‌ها   |
| ---- | ---------------- | ----------- | ----------- |
| ۲۰۱۶ | مهمان ناخواسته   | ایمی توماس  | نقش اصلی    |
| ۲۰۱۷ | قاتل دوست پسر    | کریستال کلر | نقش اصلی    |
| ۲۰۱۸ | اسرار مادرانه    | اوبری       | نقش اصلی    |
| ۲۰۱۸ | در فکر فرو رفتن  | ماریا       | نقش اصلی    |
| ۲۰۱۸ | اسرار کلوپ شبانه | زوئی        | نقش اصلی    |
| ۲۰۱۹ | کامل‌ترین         | ماریا       | پس از تولید |
| ۲۰۲۰ | آشفتگی دفتر کار  | لیسی        | نقش اصلی    |

## جوایز و نامزدی
| سال  | جایزه         | دسته‌بندی                          | کار             | نتیجه | منبع  |
| ---- | ------------- | --------------------------------- | --------------- | ----- | ----- |
| ۲۰۱۷ | جایزه روز امی | بازیگر نقش مکمل زن در سریال درام  | روزهای زندگی ما | برنده | [ ۴ ] |
| ۲۰۱۹ | جایزه روز امی | بهترین بازیگر مهمان در سریال درام | روزهای زندگی ما | نامزد | [ ۵ ] |